# Asilus antiquus
Asilus antiquus là một loài ruồi trong họ Asilidae. Asilus antiquus được Heer miêu tả năm 1849. Loài này phân bố ở vùng Cổ Bắc giới.